# Vallverd (Ivars d'Urgell)
Vallverd és un poble del municipi d'Ivars d'Urgell, a la comarca del Pla d'Urgell. Té uns 280 habitants, i és a tres quilòmetres al nord-oest d'Ivars d'Urgell, a quatre de Linyola i a deu de Mollerussa.

## Història
Fou conquerit pel comte d'Urgell Ermengol IV i repoblat per alguns dels nobles urgellesos. El 1237 Guillem d'Almenara era senyor de Vallverd, i deixà la població a la comunitat del monestir de Poblet en testament. Possiblement el 1318 el poble rebé la visita de sagrament i homenatge de l'abat Ponç de Copons. Vallverd va continuar vinculat a Poblet fins a la desaparició de les jurisdiccions senyorials.

## Entorn i elements d'interès turístic
Són d'especial interès les passejades a peu o en bicicleta pels camins rurals de l'entorn, les banquetes arbrades dels canals d'Urgell, enmig d'un paisatge agrícola de regadiu (blat, panís, alfals i fruiters) i horitzons amplis.
Vallverd és el poble més proper a l'Estany d'Ivars i Vila-sana. Aquest estany de 126 Ha de superfície s'ha recuperat recentment, després que fou dessecat l'any 1951. Es tracta d'una important zona humida amb una destacable presència d'ocells aquàtics, itineraris naturalístics i equipaments preparats per a la visita.
D'altra banda, Vallverd està situat al bell mig de la ruta que condueix des de l'estany d'Ivars i Vila-sana fins a la finca del Castell del Remei, coneguda, a banda del seu castell, pel seu santuari, les seves bodegues i un entorn privilegiat.
Des de 2019 trobem també dues pintures murals de l'artista Swen Schmitz Coll, ubicades al costat del Casal L' Espiga, i les escoles velles.

## Nucli urbà
De Vallverd, en podem destacar l'església parroquial de Sant Miquel, de la qual depenen els llogarets de la Cendrosa i Bellestar. Del 1677, restaurada recentment, en destaca la recuperació del portal i la llinda que tornen a presidir l'església després de més de 50 anys.
Les antigues escoles de Vallverd, que daten del 1911, han estat declarades Bé Cultural d'Interès Local. Finalitzat l'actual projecte de rehabilitació acolliran els consultoris mèdics i el “Centre d'Interpretació de la Plana d'Urgell i l'estany d'Ivars abans dels canals d'Urgell”. Aquest centre divulgarà la història, les formes de vida i l'entorn dels nostres avantpassats abans d'aquesta important obra hidràulica que va transformar el paisatge i la socioeconomia d'aquest territori.
Disposa de serveis bàsics com el bar del casal l'Espiga, una botiga, consultoris mèdics, una piscina municipal, un taller mecànic i un nou centre cultural adequat a l'edifici de la Casa de la Vila.

## Festes locals
- Festa Major: El primer dissabte d'octubre.
- Festa del Roser: El segon dissabte de maig.
- Diada Nacional i festa de la Cassola : 11 de setembre.
- Matança del Porc i Carnestoltes: És la festa més participativa i multitudinària del poble i es realitza el dissabte després de carnestoltes.